# Deghdzavan
Deghdzavan (in armeno Դեղձավան?) è un comune dell'Armenia di 286 abitanti (2001) della provincia di Tavush; fondato nel 1973, Deghdzavan era inizialmente incorporato nel comune di Archis, da cui si separò nel 1987.